# Pinocchio, le spectacle musical
Pour les articles homonymes, voir Pinocchio (homonymie).
Pinocchio, le spectacle musical  est une comédie musicale française de Marie-Jo Zarb qui a débuté au Théâtre de Paris le 19 octobre 2013. Elle est inspirée du conte italien Pinocchio de Carlo Collodi.
La distribution est composée entre autres de Vanessa Cailhol (Pinocchio), Pablo Villafranca (Gepetto), Nuno Resende (Maître Grigri), Sophie Delmas (la Fée Bleue).

## Synopsis
L'histoire de Pinocchio, le pantin de bois devenu petit garçon qui apprend à grandir.

## Fiche technique
- Idée originale : Marie-Jo Zarb
- Livret : Marie-Jo Zarb
- Musique : Moria Némo

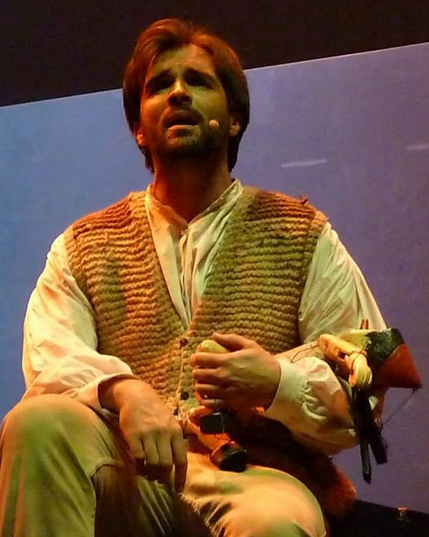
Stéphane Neville dans le rôle de Gepetto

- Producteurs : Jérémie de Lacharrière, Sylvain Bonnet, pnprod, aeternalismusic
- Mise en scène : Marie-Jo Zarb, Frédéric Baptiste
- Chorégraphie : Aurélie Badol
- Créatrice des costumes : Caroline Villette
- Scénographe et création video : Caroline Villette
- Direction artistique : Marie-Jo Zarb, Frédéric Baptiste
- Direction du casting : Bruno Berberes
- Date de première représentation : 19 octobre 2013 au Théâtre de Paris

## Distribution

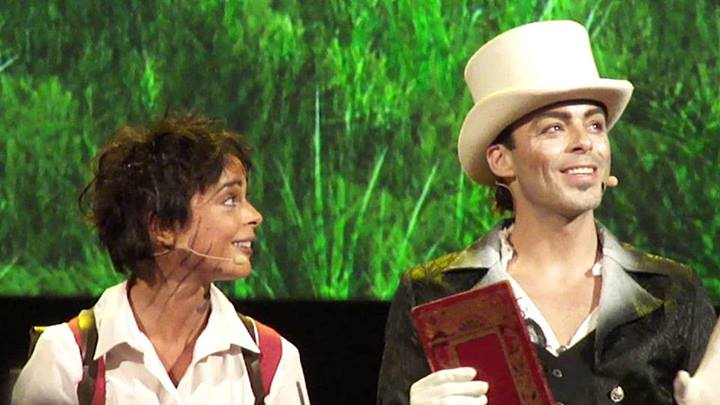
Vanessa Cailhol et Nuno Resende

### Casting principal
- Vanessa Cailhol : Pinocchio
- Pablo Villafranca / Stéphane Neville : Gepetto
- Nuno Resende : Maître Grigri
- Pierre Babolat : Mangefeu
- Sophie Delmas / Isabel Cramaro : La Fée Bleue
- Sébastien Valter : Fox, Echo
- Caroline Mercier : Félin

### Danseuses
- Mélodie Decultieux
- Mélina Tranchand
- Delphine Attal

## Liste des titres
Titres présents sur l'album sorti le 24 décembre 2013 :
| No  | Titre                      | Interprète(s)                                                                        | Durée |
| --- | -------------------------- | ------------------------------------------------------------------------------------ | ----- |
| 1.  | L’espoir de grandir        | Nuno Resende                                                                         |       |
| 2.  | Le début                   | Pablo Villafranca, Nuno Resende                                                      |       |
| 3.  | Le bonheur est là          | Sophie Delmas, Vanessa Cailhol                                                       |       |
| 4.  | Quand je serai grand       | Vanessa Cailhol, Pablo Villafranca                                                   |       |
| 5.  | Écoute la leçon            | Vanessa Cailhol, Pablo Villafranca, Nuno Resende, Sébastien Valter, Caroline Mercier |       |
| 6.  | Le Mensonge                | Nuno Resende                                                                         |       |
| 7.  | On n’est pas des personnes | Sébastien Valter, Caroline Mercier                                                   |       |
| 8.  | Si c’était à refaire       | Sophie Delmas, Pablo Villafranca                                                     |       |
| 9.  | Créatures                  | Pierre Babolat                                                                       |       |
| 10. | Gagner de l’argent         | Sébastien Valter, Caroline Mercier, Vanessa Cailhol                                  |       |
| 11. | En équilibre               | Vanessa Cailhol                                                                      |       |
| 12. | Le jardin des plaisirs     | Sébastien Valter, Vanessa Cailhol                                                    |       |
| 13. | Quelqu’un pour quelqu’un   | Sophie Delmas, Nuno Resende                                                          |       |
| 14. | Mon enfant                 | Pablo Villafranca                                                                    |       |
| 15. | Couper les liens           | Nuno Resende                                                                         |       |

## Représentations
La première représentation a lieu le 19 octobre 2013 au Théâtre de Paris. Le spectacle est sur la scène parisienne jusqu'au 3 novembre 2013. La troupe part en tournée à partir du 7 décembre 2013 et revient au théâtre de Paris du 21 décembre 2013 au 5 janvier 2014.

## Réception critique
Le spectacle est très bien accueilli par la presse. 
- Le Parisien : Le pari est réussi au Théâtre de Paris, avec cette libre adaptation toute en musique et poésie des aventures du célèbre pantin en bois[3].
- Télérama : La comédie musicale sait mettre en relief un propos sincère et tirer parti des règles du genre : chorégraphies et chansons enlevées, interprétées par une équipe de vrais danseurs et chanteurs[4].
- Le Figaro : Les comédiens illustrent en chansons les rires, les doutes, les craintes et l'univers de magie d'un vrai faux petit garçon de bois[5].
- La Croix : Les plus grands pourront être sensibles à ce qui fait la différence entre un pantin et un enfant, au bonheur d’« être une personne pour quelqu’un », à la nécessité de « couper les liens pour grandir », de « devenir ce que je suis » et de choisir son destin[6].
- Elle : Cette création classique mais enlevée mêle séquences théâtrales et musicales joliment chorégraphiées, et nous balade de l’atelier de Geppetto au cirque de Mangefeu grâce à des projections vidéo[7].

## Anecdote
Le spectacle d'abord intitulé Pinocchio, l'espoir de grandir est joué depuis 2010 mais a connu des versions et des distributions différentes. Pablo Villafranca et Nuno Resende font partie de la distribution originelle .

## Distinctions

### Nominations
- 2014 : Prix de la création musicale originale pour un spectacle : Couper les liens, écrit par Marie-Jo Zarb et Stéphanie Mounier[10].